# Aneta Krzyżak
Aneta Wiktoria Krzyżak (ur. 18 września 1975) – polska inżynier, prorektor Lotniczej Akademii Wojskowej.

## Życiorys
Ukończyła w 1999 studia magisterskie w zakresie mechaniki i budowy maszyn na Wydziale Mechanicznym Politechniki Lubelskiej. W 2005 doktoryzowała się tamże w dziedzinie nauk technicznych, dyscyplina budowa i eksploatacja maszyn, na podstawie pracy Badania przetwarzalności tworzyw fenolowych za pomocą plastometru BIP (promotor – Janusz Sikora). W 2017 habilitowała się w Instytucie Technicznym Wojsk Lotniczych, przedstawiając dzieło Wpływ warunków eksploatacyjnych na właściwości oraz niezawodność ze względu na wytrzymałość kompozytów polimerowych.
W 1999 rozpoczęła pracę w Katedrze Procesów Polimerowych Politechniki Lubelskiej. Profesor uczelni w Lotniczej Akademii Wojskowej w Dęblinie. Prodziekan ds. naukowych Wydziału Lotnictwa LAW (do ok. 2017). Następnie prorektor ds. naukowych LAW.
Członkini zwyczajna Komisji II Podstaw i Zastosowań Fizyki i Chemii w Technice, Rolnictwie i Medycynie Polskiej Akademii Nauk Oddział w Lublinie oraz Stowarzyszenia Inżynierów i Mechaników Polskich (od 2004). Od 2007 członkini Polskiego Naukowo-Technicznego Towarzystwa Eksploatacyjnego, w tym w latach 2011–2019 skarbniczka, a od 2019 wiceprezeska.